# ピィース!
『ピィース!』は、テレビ西日本で月曜から金曜の深夜に放送されていた情報バラエティ番組。2003年4月21日放送開始、2007年3月16日放送終了。
番組は2006年4月、それまでレギュラーを務めていたおたこぷーと椎葉ユウに替わってエレキコミックを新MCに迎え、かつて同局の番組にレギュラー出演していた江本理恵を呼び戻し、さらに韓国の人気コーラスグループ・東方神起の追っかけ企画を投入するなど、大きくリニューアルした。また、ゴリけんがレギュラー参加していたこともあってか、吉本興業だけでなく、彼が所属するワタナベエンターテインメントとの結びつきを強め、番組内で同社のお笑い芸人オーディションを展開した。
オープニングやスタジオに登場するキャラクターのデザインを手がけたのは、漫画家のおおひなたごうである。

## 放送時間
いずれもJST。
- 月曜 - 水曜 24:50 - 25:50 - 直前の時間帯に放送されていた15分番組『ミッドナイトショッピング』が月に1回程度30分スペシャルを組むことがあり、その際には15分遅れで放送されていた。
- 木曜 24:35 - 25:35
- 金曜 25:05 - 26:05

## 出演者

### レギュラー出演者
- エレキコミック（やついいちろう、今立進）
- 高田課長
- ゴリけん
- 江本理恵
- 星野美南
- 吉川貴司
- 平田和歌子
- 黒木一平
- コラード
- パタパタママ（木下貴信、下畑博文）
- パラシュート部隊（矢野ペペ、斉藤優）
- 林沙弥香（後の林さやか） - 2005年11月に一度番組を降板したが、2006年10月に復帰。

### コーナー出演者
- 博多華丸・大吉
- おぎやはぎ
- バナナマン
- 元祖爆笑王
- 東方神起
- みひろ
- 若菜ひかる
- 水元ゆうな
- 吉沢明歩
- 宮路ナオミ

### 途中降板した出演者
- おたこぷー - 2006年3月まで出演。
- 椎葉ユウ - 2006年3月まで出演。
- 成瀬泉美 - 番組開始当初のMC。後に高山と交代。
- 高山梨香（当時TNCアナウンサー）
- 本山コラード武 - 2005年4月まで出演。